# Gabriele Gröbl
Gabriele „Gabi“ Gröbl (* 1973 in Wien) ist eine österreichische Moderatorin, Theaterschauspielerin und Journalistin.

## Leben
Nach der Matura an einer allgemeinbildenden höheren Schule, studierte Gröbl an der Universität für Musik und darstellende Kunst Wien die Fächer Schauspiel und Gesang. Ab 1999 arbeitete sie als Redakteurin und Moderatorin des Kartmagazins Kart-One auf TW1. Als freie Mitarbeiterin wirkte sie an TV-Produktionen und Beiträgen im In- und Ausland für die Sender DSF, TW1, ORF und Premiere mit. Außerdem war sie Redakteurin für die Niederösterreichische Nachrichten. Sie arbeitet als Synchronsprecherin für ServusTV und RedBullTV. Hinzu kommen regelmäßige Off-Air-Moderationen und Werbespots im Fernsehen oder Radio.
Gemeinsam mit Caroline Vasicek ist sie Autorin und Ideengeberin des fiktiven Dinosauriers Radino. Die Geschichten werden auf Mein Kinderradio ausgestrahlt.
Nach ihrer Schauspielausbildung gehörte sie zum Ensemble des Theaters Rudolstadt. Später wirkte sie an Bühnenstücken des Burgtheaters in Wien oder auf den 
Salzburger Festspielen mit. Heute spielt sie überwiegend auf kleineren Bühnen wie dem Theater Purkersdorf oder der Wientalbühne.
Gröbl ist mit dem Moderator  Andreas Gröbl verheiratet und Mutter von zwei Söhnen. Sie singt in der Rock und Pop-Gruppe Cow Hill Gang.